# Revolución y contrarrevolución en Alemania

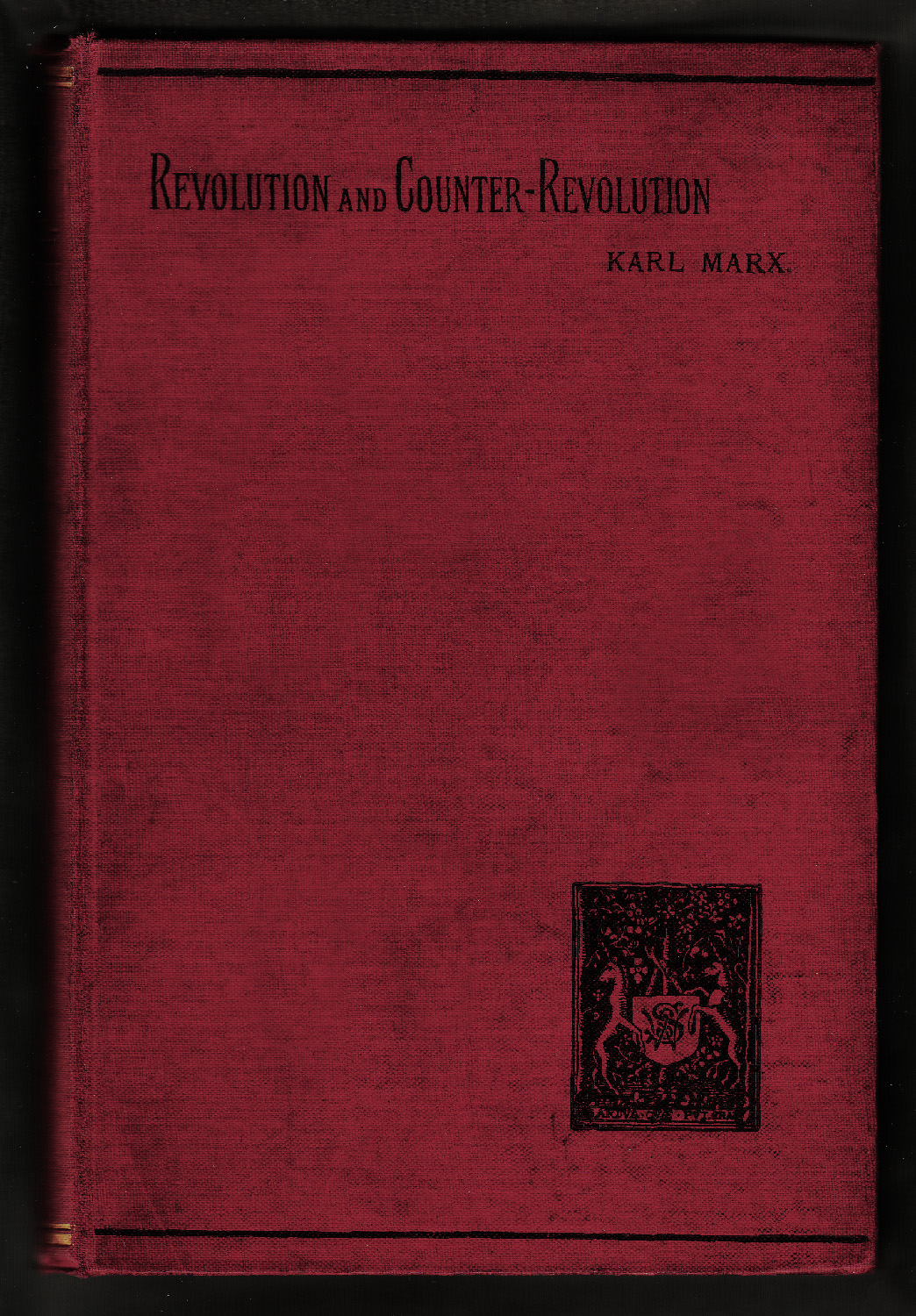
La primera edición del libro comúnmente conocido como Revolución y contrarrevolución en Alemania, publicado por primera vez en 1896 por Swan Sonnenschein & Co.

Revolución y contrarrevolución en Alemania (en alemán: Revolution und Konterrevolution in Deutschland) es un libro de Friedrich Engels, con aportes de Karl Marx. Originalmente una serie de artículos en el New York Daily Tribune publicados entre 1851 y 1852 bajo la firma de Marx, el material se publicó por primera vez en forma de libro bajo la dirección de Eleanor Marx Aveling en 1896. No fue hasta 1913 que la autoría de Engels se conoció públicamente, aunque algunas nuevas ediciones continuaron apareciendo incorrectamente citando a Marx como autor hasta 1971.

## Historial de publicaciones

### Periódico original
A principios de 1851, Charles Dana, entonces editor del New York Daily Tribune, sugirió a Karl Marx que debería contribuir con escritos históricos y de actualidad al periódico. Dana fue alertada de la posible disponibilidad de Marx por sugerencia de Ferdinand Freiligrath, un antiguo asociado de Marx en la redacción del periódico Neue Rheinische Zeitung de Colonia.
Marx estaba en ese momento absorto en la investigación económica y no pudo cumplir con el encargo, pero el 14 de agosto de 1851 escribimos una carta pidiéndole a su amigo y copensador Federico Engels que publicara "una serie de artículos sobre Alemania, desde 1848 en adelante". Engels estuvo de acuerdo con este plan y durante los siguientes 13 meses produjo 19 artículos sobre la revolución alemana de 1848 para la prensa de Nueva York. Marx fue consultado estrechamente durante la redacción de este material y leyó cada manuscrito antes de enviarlo para su publicación.
Aunque fueron escritos por Engels, estos artículos fueron publicados bajo la firma de Karl Marx, bajo el título de la serie "Germany: Revolution and Counter-Revolution". Los artículos no tenían títulos adicionales, sino que aparecían bajo un número romano; los títulos individuales fueron creados en 1896 por la editora Eleanor Marx Aveling para la primera edición del material en forma de libro.
Los artículos se publicaron desde el 25 de octubre de 1851 hasta el 23 de octubre de 1852. Después de aparecer en el Tribune, el material nunca volvió a publicarse en vida de Marx y Engels, con la excepción de las dos primeras piezas, que fueron reimpresas en traducción alemana por el periódico neoyorquino New-Yorker Abendzeitung a finales de octubre de 1851. Los artículos "Revolución y Contrarrevolución" escritos por Engels fueron fundamentales para establecer el vínculo de Marx con el Tribune y comenzó una relación periodística que continuaría durante más de una década. Marx empezó a escribir para el periódico en agosto de 1852, cuando contribuyó con un artículo sobre las elecciones en Inglaterra, escribiendo primero en alemán y recurriendo a Engels y otros amigos para que le ayudaran con la traducción al inglés.
En enero de 1853, Marx hablaba inglés con suficiente fluidez como para escribir para el Tribune sin asistencia editorial adicional. Marx recibiría una tarifa fija muy modesta de 1 libra esterlina por artículo por estas largas contribuciones.

### Aparición como libro

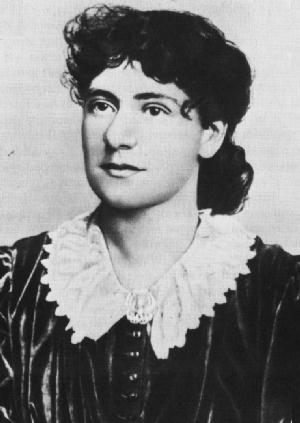
Eleanor "Tussy" Marx Aveling (1855-1898), editora de la primera edición de Revolución y Contrarrevolución en Alemania. Ella atribuyó erróneamente el libro a la pluma de su padre.

Correspondería a la hija menor de Marx, Eleanor Marx Aveling, recopilar los artículos "Alemania: Revolución y Contrarrevolución" en forma de libro. Estos aparecieron por primera vez en 1896 en un volumen publicado por Swan Sonnenschein & Co. titulado Revolution and Counter-Revolution; or, Germany in 1848. Cada uno de los 19 artículos "Revolution and Counter-Revolution" fueron titulados por Aveling y aparecieron como capítulos.
Como la serie original había sido interrumpida por un artículo por razones de espacio, Aveling añadió un vigésimo y último artículo a la colección publicada para concluir el material: otra pieza de Engels pero publicada bajo la firma de Marx titulada "El último proceso en Colonia" que había aparecido por primera vez en el Tribune el 22 de diciembre de 1852.
La distribución de Revolución y Contrarrevolución, editada por Aveling, estuvo a cargo en los Estados Unidos del socio comercial estadounidense de Swan Sonnenschein, la editorial Charles Scribner's Sons. El libro se reeditó con frecuencia en los años siguientes, incluida una traducción al alemán de 1896 de Karl Kautsky que se tituló Revolution und Kontre-Revolution in Deutschland (Revolución y Contrarrevolución en Alemania). El nuevo título del material por parte de Kautsky llegaría a ser el nombre comúnmente aceptado de esta obra publicada.
No fue hasta la publicación en 1913 de la correspondencia entre Marx y Engels que se conoció la verdadera autoría de la publicación póstuma Revolución y contrarrevolución en Alemania . A pesar de esta información, siguieron apareciendo ediciones atribuidas erróneamente, incluida una edición de 1952 de la firma británica Allen and Unwin y una edición estadounidense de 1971 de una pequeña firma llamada Capricorn Books, en las cuales figuraba Karl Marx como autor.

### Contenido
Revolución y contrarrevolución es un relato de lo que sucedió en Prusia, Austria y otros estados alemanes durante 1848, y describe el impacto en las aspiraciones de la clase media y trabajadora y en la idea de unificación alemana. Se discuten los acontecimientos en Austria y Prusia, junto con el papel de los polacos y checos y el paneslavismo, al que Engels estaba en contra.
También se analiza el proceso comunista de Colonia, en el que los acusados fueron absueltos después de que se demostró que algunas de las pruebas habían sido burdamente falsificadas.

### Listado de artículos
I. Alemania al estallar la revolución. (25 de octubre de 1851)
II. El Estado prusiano. (28 de octubre de 1851)
III. Los otros estados alemanes. (6 de noviembre de 1851)
IV. Austria. (7 de noviembre de 1851)
V. La Insurrección de Viena. (12 de noviembre de 1851)
VI. La insurrección de Berlín. (28 de noviembre de 1851)
VII. La Asamblea Nacional de Frankfort. (27 de febrero de 1852)
VIII. polacos, checos y alemanes. (5 de marzo de 1852)
IX. Paneslavismo. La guerra de Schleswig-Holstein. (15 de marzo de 1852)
X. El levantamiento de París. La Asamblea de Frankfort. (18 de marzo de 1852)
XI. La insurrección de Viena. (19 de marzo de 1852)
XII. El asalto a Viena. La traición de Viena. (9 de abril de 1852)
XIII. La Asamblea Constituyente de Prusia. La Asamblea Nacional. (17 de abril de 1852)
XV. El triunfo de Prusia. (27 de julio de 1852)
XVI. La Asamblea Nacional y los Gobiernos. (19 de agosto de 1852)
XVII. Insurrección. (18 de septiembre de 1852)
XVIII. Pequeños comerciantes. (2 de octubre de 1852)
XIX. El fin de la insurrección. (23 de octubre de 1852)
XX. El último juicio en Colonia. (22 de diciembre de 1852)
Source: Hal Draper, The Marx-Engels Register, pg. 141.